# Бычков, Сергей Андреевич
Серге́й Андре́евич Бычко́в (род. 9 мая 1945, Грузское, Днепропетровская область) — украинский специалист в области самолётостроения, доктор технических наук (1992), профессор (1995), технический директор — главный инженер ГП «Антонов». С 2020 года и.о. генерального директора ГП "Антонов".

## Биография
Родился 9 мая 1945 года в селе Грузское Криворожского района Днепропетровской области Украинской ССР.
В 1953 году пошёл в первый класс и, после окончания семилетней общеобразовательной школы в 1959 году, продолжил обучение в школе-интернате № 1 Кривого Рога. В 1960—1963 годах, параллельно с обучением в интернате, работал и проходил практику на заводе «Криворожсталь».
В 1963 году поступил в Харьковский авиационный институт, по окончании которого с 1969 года работал инженером-технологом на ОКБ-153 в Киеве.
С 1997 года — главный инженер, декан Киевского филиала Национального аэрокосмического университета «Харьковский авиационный институт».

## Научная деятельность
Разработал концепцию использования и реализации импульсных технологий листовой штамповки при изготовлении самолётов. Предложил принципиально новую конструкцию трубопроводных систем, что значительно повысило надёжность и ресурс самолётов. Технологические решения внедрены также в конструкциях самолётов в других странах. Занимается повышением технологичности конструкций самолётов серии «Ан» и внедрением прогрессивных технологий, в частности при создании самолётов Ан-70, Ан-74, Ан-124, Ан-132, Ан-140 Ан-148, Ан-158, Ан-168, Ан-178, Ан-188, которые созданы при его непосредственном участии.
Опубликовал более 133 научных работ, среди которых монография, соавтор 52 авторских свидетельств, подготовил к защите 5 кандидатов наук. Член Комитета по Государственным премиям Украины в области науки и техники при Кабинете министров Украины.

### Научные труды
- Изготовление соединений трубопроводов с фланцевыми наконечниками. М., 1990 (соавт.);
- Технологические процессы получения деталей самолетов методом порошковой металлургии. X., 1992 (соавт.);
- Технология производства летательных аппаратов из композиционных материалов. Киев, 1995 (соавт.);
- Концепция развития компьютерных интегрированных технологий в процессе создания авиационной техники. М., 1999. (соавт.);
- Многослойные и многокомпонентные ионно-плазменные покрытия // Пр. конф. «Вакуумные технологии и оборудование». X., 2001 (соавт.);
- Испечённые порошковые материалы для узлов трения самолётов «Ан» // Пр. 3-й междунар. научно-тех. конф. «Оборудование и технологии термической обработки металлов и сплавов». X., 2002 (соавт.).

## Награды
- Орден «За заслуги» (Украина) (III, II, I степеней — 2001, 2005, 2009)[1][2];
- Орден князя Ярослава Мудрого V степени (2018);
- Премия Совета Министров СССР (1985);
- Государственная премия Украины в области науки и техники (1993)[3];
- Заслуженный работник промышленности Украины;
- Медаль «Ветеран труда»;
- Медаль «В память 1500-летия Киева»;
- Орден «За заслуги» (Франция)[4].
- Почетный авиастроитель Украины